# 베냉의 대통령

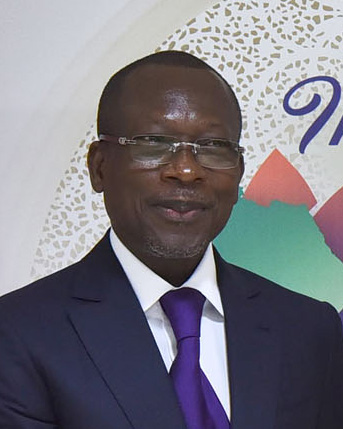
현 대통령 파트리스 탈롱

베냉의 대통령은 1960년 대통령 취임 이후 현재까지 베냉(이전의 다호메이) 대통령의 명단이다. 총 7명이 대통령직을 수행했다. 또한, 마티외 케레쿠라는 한 사람은 두 번 연속되지 않은 일을 했다.

## 직위에 대한 설명

### 선거
공화국의 대통령은 5년 동안 직접 보통선거권을 통해 선출되며, 단 한 번만 갱신할 수 있다.
어떤 경우에도 2명 이상의 대통령 권한을 행사할 수 없다.
공화국의 대통령 선거는 무기명 다수결 투표로 두 번 치러진다.

### 빈자리
사망·사퇴·영구적 장애로 대통령직을 상실할 경우 국회는 재소집해 재적의원 과반수를 점한다. 국회의장은 그 사안을 헌법재판소에 회부하여야 하며 헌법재판소는 이를 인증하고 대한민국 대통령직의 공석을 선포하여야 한다. 대한민국 대통령의 직무는 제54조 제3항, 제50조, 제60조, 제101조 및 제154조에 명시된 직무를 제외하고는 국회의장이 임시로 행사한다.
공화국의 새 대통령을 선출하는 일은 그 공석이 영구적임을 선언한 날로부터 최소 30일, 길게는 40일 후에 실시되어야 한다.
고등법원에 대한민국 대통령을 고발하는 경우에는 헌법재판소장이 그 직무를 대행한다. 단, 제54조 제3항, 제58조, 제60조, 제101조, 제154조의 업무를 제외한 대한민국 대통령의 직무를 대행한다.
공화국 대통령이 영토, 질병 및 휴가를 떠나 있는 경우, 대통령의 임명은 자신이 지정한 정부 구성원에 의해 대행되며, 대통령이 위임한 권한의 범위 내에서 이루어진다.